# Ralph Wieser

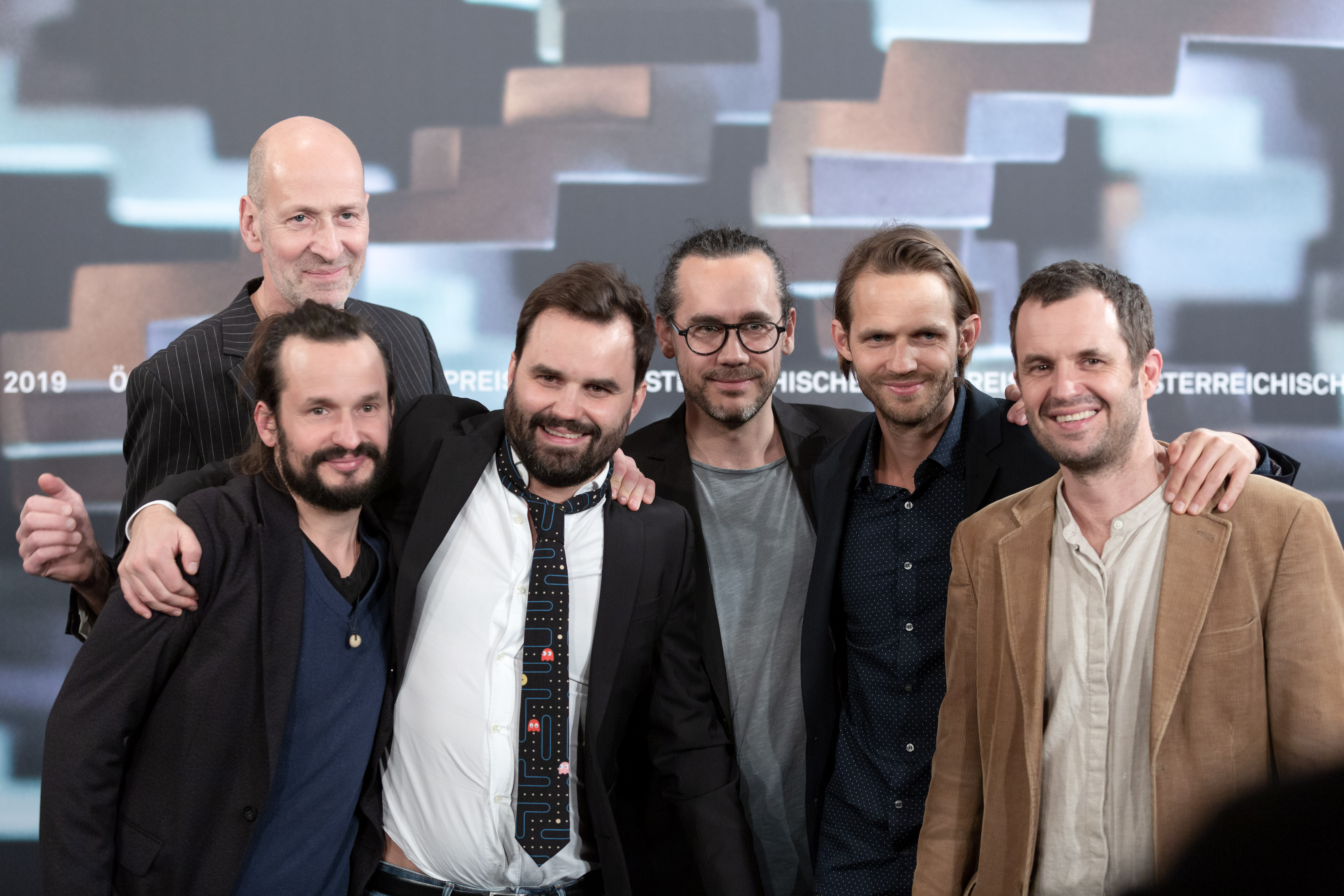
Ralph Wieser (2. Reihe links) mit dem Filmteam von Bruder Jakob, schläfst du noch? (Österreichischer Filmpreis 2019)

Ralph Wieser (* 1961 in Wien) ist ein österreichischer Filmproduzent und Mitbegründer der Produktionsfirma Mischief Films, mit Sitz in der Wiener Inneren Stadt.

## Leben
Ralph Wieser studierte Psychologie an der Universität Wien und in Linz und war seit 1988 mit Judith Wieser-Huber als Kinobetreiber (1988–1996 Arthouse Kino Filmbühne Mödling) tätig. 1996 gründete er mit ihr zusammen die After Image Productions.
Er ist als Kulturveranstalter, Organisator von Filmreihen und Open Air Kino und Produzent tätig.
2002 gründete er gemeinsam mit Georg Misch die Produktionsfirma Mischief Films. Im Mittelpunkt der Arbeit von Mischief Films stehen Dokumentarfilme, internationale Koproduktionen sowie die Zusammenarbeit mit Nachwuchsautoren, denen die Möglichkeit gegeben werden soll, ihre eigene Handschrift zu entwickeln. In den letzten Jahren entstanden 14 Dokumentarfilme, in Zusammenarbeit mit internationalen Koproduzenten und TV-Stationen wie BBC, Channel 4, arte, ORF, WDR, 3sat, ITVS u. a. Mischief Filme wurden auf zahlreichen Festivals weltweit eingeladen und prämiert.
Ralph Wieser ist Vorstandsmitglied von Dok.at – (Interessensgemeinschaft Österreichische Dokumentarfilm), Mitglied von AAFP (Association of Austrian Filmproducers) und EDN – (European Documentary Network), sowie Absolvent von Eurodoc.

## Filmografie
- 2004: Calling Hedy Lamarr  (Dokumentarfilm, Regie: Georg Misch) – Produktion[2]
- 2004: Edgar G. Ulmer – Der Mann im Off (Dokumentarfilm, Regie: Michael Palm) – Produktion
- 2006: Ich muss dir was sagen (Dokumentarfilm, Regie: Martin Nguyen) – Produktion
- 2006: Miss Universe 1929 – Lisl Goldarbeiter. A Queen in Wien (TV, Regie: Péter Forgács) – Produktion
- 2006: No Name City (Dokumentarfilm, Regie: Florian Flicker, Georg Misch) – Produktion
- 2006: The Pervert’s Guide to Cinema (Dokumentarfilm, Regie: Sophie Fiennes) – Produktion
- 2008: Der Weg nach Mekka. Die Reise des Muhammad Asad (Dokumentarfilm, Regie: Georg Misch) – Produktion
- 2008: Pharao Bipolar (Dokumentarfilm, Regie: David Gross, Bernhard Braunstein) – Produktion
- 2009: Cash and Marry (Dokumentarfilm, Regie: Atanas Georgiev) – Produktion
- 2009: Cooking History (Dokumentarfilm, Regie: Peter Kerekes) – Produktion
- 2009: Die 5 Himmelsrichtungen (Dokumentarfilm, Regie: Fridolin Schönwiese) – Produktion
- 2009: Wolf Suschitzky - Fotograf und Kameramann (Kurzdokumentarfilm, Regie: Joerg Burger) – Produktion
- 2010: Albert Schweitzer – Anatomie eines Heiligen (Dokumentarfilm, Regie: Georg Misch) – Produktion
- 2010: Nachtschichten (Dokumentarfilm, Regie: Ivette Löcker) – Produktion
- 2012: Nr. 7 (Dokumentarfilm, Regie: Michael Schindegger) – Produktion
- 2024: Ještě nejsem, kým chci být (Dokumentarfilm, Regie: Klára Tasovská) – Produktion